# (38245) Marcospontes
(38245) Marcospontes ist ein Asteroid des äußeren Hauptgürtels, der am 12. August 1999 von dem brasilianischen Astronomen Cristóvão Jacques und dem brasilianischen Astronomen und Mathematiker Luiz Duczmal am 12-Inch-Meade-LX200-Teleskop des Observatório Wykrota (IAU-Code 859) entdeckt wurde. Das Observatorium wird vom Centro de Estudos Astronômicos de Minas Gerais (CEAMIG) betrieben und befindet sich im Gebirge Serra de Piedade in der Nähe von Belo Horizonte, Bundesstaat Minas Gerais. Unbestätigte Sichtungen des Asteroiden hatte es schon am 1. März 1992 (1992 EE31) am La-Silla-Observatorium der Europäischen Südsternwarte in Chile gegeben.
Der Asteroid ist Mitglied der Koronis-Familie, einer Gruppe von Asteroiden, die nach (158) Koronis benannt ist. Die zeitlosen (nichtoskulierenden) Bahnelemente von (38245) Marcospontes sind fast identisch mit denjenigen des größeren Asteroiden (7260) Metelli und der kleineren Asteroiden (78372) 2002 PJ125, (83595) 2001 SX256, (185272) 2006 UL159, (281589) 2008 UH145 und (355156) 2006 VD66. Der Größenvergleich geht alleine von der Absoluten Helligkeit aus, da die Durchmesser der Himmelskörper nicht bekannt sind.
(38245) Marcospontes wurde am 10. November 2003 nach Brasiliens erstem und einzigen Raumfahrer Marcos Pontes benannt.